# Zurab Menteshashvili
Zurab Menteshashvili (in georgiano ზურაბ მენთეშაშვილი?; Rustavi, 30 gennaio 1980) è un ex calciatore georgiano, di ruolo centrocampista.

## Palmarès

### Club

#### Competizioni nazionali
- Campionato lettone: 8

Skonto Riga: 1999, 2000, 2001, 2002, 2003, 2004
Ventspils: 2007, 2008
- Coppa di Lettonia: 4

Skonto RIga: 2000, 2001, 2002
Ventspils: 2007

#### Competizioni internazionali
- Coppa della Livonia: 3

Skonto Riga: 2003, 2004, 2005